# アルド・レオポルド
アルド・レオポルド（Aldo Leopold、1887年1月11日 - 1948年4月21日）は、アメリカ合衆国の著述家、生態学者、森林管理官、環境保護主義者。ウィスコンシン大学の教授を勤め、最も有名な著作に200万部以上の売り上げを記録した『野生の歌が聞こえる』(1949)がある。レオポルドの著作および「土地倫理」(land ethics)は、現代の環境倫理学の展開および原生自然(wilderness)の保護運動に極めて大きな影響を及ぼしている。

## 生い立ち
アルド・レオポルドは1887年、アイオワ州バーリントンで生まれた。幼い頃から、狩猟や鳥獣保護に接し、イェール大学付属シェフィールド科学学校で狩猟鳥獣管理学を学び、1909年に、この学校の森林学科を修了した。この時期、第26代アメリカ合衆国大統領セオドア・ルーズベルトと森林局長ギフォード・ピンショーが、自然の「保全」(conservation)というコンセプトに基づいた天然資源の管理政策を行おうとしていた。1908年秋に、レオポルドが参加した森林学科の卒業プログラムもギフォード・ピンショーの援助を受けている。レオポルドは、ピンショーや先駆的な自然保全主義者たちの功利主義的な考え方のもとで狩猟鳥獣管理学を学んだ。つまり、自然は最大多数の最大利益のために、できるだけ長期間、賢明かつ利用されるべきであるという方針のもとで高等教育を終えた（「賢明な利用」(wise use)）。1909年、レオポルドはアリゾナ州とニューメキシコ州の国有林の森林官助手としてスタートした。彼は最初のプロジェクトの一つとして、“良い動物”（ウシやシカ）を守るため“悪い動物”（主としてオオカミとピューマ）の撲滅キャンペーンを行った。当初、彼はそれが正しいと信じていた。しかし、1944年の論文「山の身になって考える」で、レオポルドは以下のように回想している。
ある日の午後、レオポルドと同僚の森林局の職員がニューメキシコ川を見晴らす崖の上で昼食をとっていたとき、彼らは1匹のオオカミが川をわたるのを見つけた。レオポルドたちは、即座に発砲した。「あの頃、私は若かった。引き金を引こうとうずうずしていた。オオカミが減れば鹿が増える。オオカミがいなくなれば、ハンターの楽園になると考えたのだ」。オオカミは倒れた。レオポルドが崖っぶちから這い降りて、オオカミのもとに行ってみると、「オオカミの目のなかで、輝く緑の光が消えていく」のがまだ見られた。そのとき、“悪い動物”の撲滅キャンペーンという枠組みの誤りに気づいたという。そして生態学がドイツから紹介されたことをきっかけに、レオポルドは、狩猟の対象となる牛や鹿を捕食する肉食動物もまた生態系の一部であること気づくこととなる。1933年、ウィスコンシン大学で、レオポルドは野生生物管理学科の教授に就任した。

## 著書
- Report on a Game Survey of the North Central States (Madison: SAAMI, 1931)
- Game Management (New York: Scribner's, 1933)
- A Sand County Almanac (New York: Oxford, 1949)（新島義昭訳『野生のうたが聞こえる』講談社学術文庫, 1997年, ISBN 978-4061593015）
- Round River: From the Journals of Aldo Leopold (New York: Oxford, 1953)
- A Sand County Almanac and Other Writings on Ecology and Conservation (New York: Library of America, 2013)